# 北村正任
北村 正任（きたむら まさとう、1941年（昭和16年）4月29日 - ）は、日本のジャーナリスト、実業家。毎日新聞社社長、第15代横綱審議委員会委員長。

## 人物・来歴
青森県出身。父は青森県知事を務めた北村正哉。青森県立八戸高等学校、東京大学法学部を卒業後、1965年（昭和40年）毎日新聞社に入社。
岡山、京都支局、大阪社会部、東京政治部、ボン支局長、東京本社外信部長、論説委員長を経て、1998年（平成10年）取締役・編集局長、00年常務・主筆、04年社長、08年会長。ほかに日本記者クラブ理事長、日本新聞協会会長、日本ユニセフ評議員、公益財団法人イオン環境財団の評議員も務めた。
現在は、毎日新聞社の名誉顧問、一般社団法人アジア調査会理事。
2012年（平成24年）2月に、日本棋院より、第41回大倉喜七郎賞を受賞される。

### 好角家としての一面
子供の頃から大変な相撲ファンであり、雪の上で相撲を取ることが良くあった。幼少期は横綱・鏡里のファンであり、遊びで相撲を取る際には鏡里の役をやっていた。
稽古総見の際に幕下の稽古を見ていて、宝富士や勢などに関しては「頑張っているな」と思っていたという。取り口からすると、嘉風や妙義龍などの機敏な動きの突き押し力士が好みである。
2009年1月場所後に横綱審議委員会委員を委嘱される。2017年1月場所後に守屋秀繁（医学者）の後を受けて第15代横綱審議委員会委員長へ就任した。のち、2019年1月28日に開かれた横綱審議委員会の定例会で「稀勢の里とともに歩んだ2年間だった。何で私が委員長の時にこんなに（いろいろあるのか）と思うが、ほっとしている」と述べ、5期10年の任期満了をもって退任することとなった。
この際、横綱・白鵬が2019年1月場所を途中休場したことについて「大ケガをしたように、外からはなかなか見えない。本人以外にはどれぐらい痛いかわからないが、ちょっと不満。変じゃないかという声があったことは間違いない」と仮病を疑うような発言を行ったことが報道されている。